# Rudolf Fredderich
Rudolf Fredderich (* 28. März 1886 in Hamburg; † 25. Mai 1976 in Hamburg) war ein deutscher Künstler des 20. Jahrhunderts. Er war der erste Künstler dessen Werke in der Griffelkunst aufgelegt wurden.

## Leben
Von 1900 bis 1904 ließ er sich in Hamburg zum Lithographen ausbilden. Bis 1920 war er Schüler bei dem bekannten Hamburger Maler Friedrich Schaper gleichzeitig besuchte er die Kunstgewerbeschule in Hamburg, um dort bei den Künstlern Julius Wohlers, Johann Bossard und Carl Otto Czeschka zu lernen. Fredderich wurde in den Ersten Weltkrieg eingezogen und verarbeitete seine Erlebnisse in der wahrscheinlich 1919 veröffentlichten Holzschnittmappe »Kriegserleben von Rud Fredderich«.
Ab 1919 war Fredderich in Hamburg freischaffend tätig. 1925 überzeugte Johannes Böse ihn seine Grafiken für die Hamburger Griffelkunstvereinigung zu vervielfältigen. Daraus ließ sich eine engere Beziehung zwischen Fredderich und Böse ableiten.
1930 nahm er mit vier Arbeiten an der Ausstellung des Hamburger Kunstvereins teil an der auch Eitner, Illies, Schaper und viele weitere Hamburger Künstler beteiligt waren.
Von 1927 bis 1943 war er als Lehrkraft an der Meisterschule für Mode und der Landeskunstschule in Hamburg tätig.
Im Zweiten Weltkrieg wurde bei einem Bombenangriff sein Atelier und dadurch ein Großteil seines Werkes zerstört. Nach dem Krieg war Fredderich wieder als freischaffender Künstler tätig.

## Werk
Die frühen Holzschnitte von Rudolf Fredderich sind stark durch den Jugendstil und die Einflüsse von Carl Otto Czeschka geprägt, sie erscheinen teilweise ornamental und illustrativ. In Fredderichs Œuvre nehmen die Holzschnitte den wichtigsten Teil ein. In den 1910er bis 1930er Jahren entsteht ein umfangreiches druckgrafisches Werk. In der Lithographie wendet Fredderich sich in den 1920er Jahren stark dem ländlichen Leben zu. Die Einflüsse seiner impressionistischen Lehrer sind deutlich zu sehen. In seiner Malerei kommt diese spätimpressionistische Tendenz noch stärker zur Geltung.
| Personendaten    | Personendaten      |
| ---------------- | ------------------ |
| NAME             | Fredderich, Rudolf |
| KURZBESCHREIBUNG | deutscher Künstler |
| GEBURTSDATUM     | 28. März 1886      |
| GEBURTSORT       | Hamburg            |
| STERBEDATUM      | 25. Mai 1976       |
| STERBEORT        | Hamburg            |